# Liga de Campeones Árabe 2001
La Liga de Campeones Árabe 2001 es la 17.ª edición de este torneo de fútbol a nivel de clubes del Mundo Árabe organizada por la UAFA y que contó con la participación de 19 equipos representantes de África del Norte, Medio Oriente y África del Este, 2 más que en la edición anterior.
El Sadd Sports Club de Catar venció al MC Oran de Argelia en la final disputada en Doha, Catar para ser el primer club de Catar en ganar el torneo.

## Ronda Preliminar

### Zona 1
| Fecha   | Local           | Resultado | Visitante       |
| ------- | --------------- | --------- | --------------- |
| 3/1/01  | Al Ain FC       | 2-1       | West Riffa      |
| 4/1/01  | Ittihad FC      | 0-1       | Al Salmiya Club |
| 4/1/01  | Dhofar Club     | 2-0       | Al-Ittihad      |
| 6/1/01  | Al Ain FC       | 2-1       | Al Salmiya Club |
| 6/1/01  | West Riffa      | 1-4       | Al-Ittihad      |
| 7/1/01  | Ittihad FC      | 0-0       | Dhofar Club     |
| 8/1/01  | Al-Ittihad      | 0-1       | Al Ain FC       |
| 9/1/01  | Al Salmiya Club | 0-1       | Dhofar Club     |
| 9/1/01  | West Riffa      | 0-7       | Ittihad FC      |
| 11/1/01 | Al Salmiya Club | 1-1       | West Riffa      |
| 11/1/01 | Ittihad FC      | 0-1       | Al-Ittihad      |
| 12/1/01 | Al Ain FC       | 1-0       | Dhofar Club     |
| 13/1/01 | Ittihad FC      | 2-2       | Al Salmiya Club |
| 14/1/01 | Dhofar Club     | 3-2       | West Riffa      |
| 14/1/01 | Al Ain FC       | 0-2       | Al-Ittihad      |

| Club            | G | E | P | GF | GC | Pts. |
| --------------- | - | - | - | -- | -- | ---- |
| Al Ain FC       | 4 | 0 | 1 | 6  | 4  | 12   |
| Al-Ittihad      | 3 | 1 | 1 | 10 | 1  | 10   |
| Dhofar Club     | 3 | 1 | 1 | 6  | 3  | 10   |
| Al Salmiya Club | 1 | 2 | 2 | 5  | 6  | 5    |
| Ittihad FC      | 1 | 1 | 3 | 6  | 7  | 4    |
| West Riffa      | 0 | 1 | 4 | 5  | 17 | 1    |

El Al Ain FC de los Emiratos Árabes Unidos fue el clasificado de esta zona, pero abandonó el torneo antes de comenzar la ronda final, por lo que el Al-Rayyan de Catar tomó su lugar en la fase final.

### Zona 2
El Al Ahli de Arabia Saudita y el Al-Ahli San'a de Yemen clasificaron a la fase final eliminando al Al Merreikh Omdurmán de Sudán.

### Zona 3
El MC Oran de Argelia avanzó a la fase final tras eliminar al MAS Fez de Marruecos, al Al-Ahly de Libia y al ASC Mauritel Mobile FC de Mauritania.

### Zona 4
El Al-Faisaly de Jordania y el Al-Hottin de Siria clasificaron a la fase final tras dejar fuera al Nejmeh de Líbano.

## Fase de grupos
Todos los partidos se jugaron en Doha, Catar.

### Grupo A
| Club          | G | E | P | GF | GC | Pts. |
| ------------- | - | - | - | -- | -- | ---- |
| Al-Sadd       | 2 | 0 | 1 | 14 | 3  | 6    |
| MC Oran       | 2 | 0 | 1 | 5  | 7  | 6    |
| Al-Ahli San'a | 1 | 1 | 1 | 3  | 5  | 4    |
| Al-Hottin     | 0 | 1 | 2 | 2  | 9  | 1    |

| 28 de noviembre de 2001 | Al Sadd SC  | 1-2 | Al-Ahli San'a | Jassim Bin Hamad Stadium, Doha |  |
|                         | Bagheri 90' |     | Ahmed 67' 76' |                                |  |

| 28 de noviembre de 2001 | Al-Hottin | 0–2 | MC Oran                    | Jassim Bin Hamad Stadium, Doha |  |
|                         |           |     | Zerrouki 7' · El-Aouni 52' |                                |  |

| 30 de noviembre de 2001 | Al-Ahli San'a | 0–3 | MC Oran                         | Jassim Bin Hamad Stadium, Doha |  |
|                         |               |     | Benzerga 28' · El-Aouni 42' 58' |                                |  |

| 30 de noviembre de 2001 | Al-Hottin   | 1–6 | Al Sadd SC                                                                     | Jassim Bin Hamad Stadium, Doha |  |
|                         | Jablawi 35' |     | Bagheri 10' 45' · Mahmood 25' · El Moubarki 28' · Utaka 39' · J. Al-Kuwari 79' |                                |  |

| 3 de diciembre de 2001 | Al-Hottin    | 1–1 | Al-Ahli San'a | Jassim Bin Hamad Stadium, Doha |  |
|                        | Shuman 90+2' |     | Al-Barek 85'  |                                |  |

| 3 de diciembre de 2001 | MC Oran | 0–7 | Al Sadd SC                                                                           | Jassim Bin Hamad Stadium, Doha |  |
|                        |         |     | Khalifa 12' · El Moubarki 28' 32' 73' · Utaka 44' · F. Al-Kuwari 89' · Bagheri 90+3' |                                |  |

### Grupo B
El Al-Faisaly de Jordania abandonó el torneo después de jugar el primer partido al saber que los árbitros del partido eran falsos, por lo que el resultado fue anulado.

| Club       | G                  | E                  | P                  | GF                 | GC                 | Pts.               |
| ---------- | ------------------ | ------------------ | ------------------ | ------------------ | ------------------ | ------------------ |
| Al-Ahli    | 1                  | 1                  | 0                  | 7                  | 2                  | 4                  |
| Al-Rayyan  | 1                  | 0                  | 1                  | 5                  | 6                  | 3                  |
| CS Sfaxien | 0                  | 1                  | 1                  | 3                  | 7                  | 1                  |
| Al-Faisaly | Abandonó el torneo | Abandonó el torneo | Abandonó el torneo | Abandonó el torneo | Abandonó el torneo | Abandonó el torneo |

| 29 de octubre de 2001 | Al-Rayyan | 0–5 | Al-Ahli SC                                                         | Jassim Bin Hamad Stadium, Doha |  |
|                       |           |     | Gahwji 8' 87' · Al-Dosari 10' · Al-Shahri 56' · Suwayed 89' (pen.) |                                |  |

| 29 de octubre de 2001 | CS Sfaxien                      | 2–2 | Al-Faisaly SC            | Jassim Bin Hamad Stadium, Doha |                            |
|                       | Ben Younes 43' · Ben Khaled 81' |     | Salim 7' · Al-Sheikh 74' | Árbitro(s): Abdullah Salem     | Árbitro(s): Abdullah Salem |

| 1 de diciembre de 2001 | Al-Ahli SC                  | 2–2 | CS Sfaxien                          | Jassim Bin Hamad Stadium, Doha |  |
|                        | Fallatah 3' · Al-Gizani 13' |     | N'Diaye 53' · Ben Younes 80' (pen.) |                                |  |

| 4 de diciembre de 2001 | CS Sfaxien   | 1-5 | Al Rayyan SC                               | Jassim Bin Hamad Stadium, Doha |  |
|                        | Trabelsi 67' |     | B. Abdullah 6' 81' 90' · Al-Huwaidi 9' 46' |                                |  |

## Fase Final

### Semifinales
| 7 de diciembre de 2001 | Al Sadd SC                                                                | 5–1 | Al-Rayyan       | Jassim Bin Hamad Stadium, Doha |  |
|                        | El Moubarki 14' 18' · Bagheri 43' (pen.) · Khalifa 52' · F. Al-Kuwari 52' |     | B. Abdullah 59' |                                |  |

| 7 de diciembre de 2001 | Al-Ahli SC                     | 2–2 (3–5 p.) | MC Oran                  | Jassim Bin Hamad Stadium, Doha |  |
|                        | Al-Khazami 77' · Al-Gizani 78' |              | B. Daoud 5' · Haddou 58' |                                |  |

### Final
| 10 de diciembre de 2001 | Al Sadd SC                  | 3–1 | MC Oran           | Jassim Bin Hamad Stadium, Doha  |                                 |
|                         | Khalifa 25' 53' · Utaka 82' |     | Haddou 61' (pen.) | Asistencia: 20,000 espectadores | Asistencia: 20,000 espectadores |

## Campeón
| Liga de Campeones Árabe 2001 |
| ---------------------------- |
| Bandera de Catar             |
| Sadd Sports Club 1º Título   |